# Destrage
I Destrage sono stati un gruppo musicale heavy metal italiano formatosi a Milano nel 2005.
La loro musica tocca vari stili tra cui l'alternative metal, thrash metal, death metal, progressive metal e mathcore.

## Storia
Nel 2007 grazie al demo Self Id Generator firmano per la giapponese Howling Bull Records, con la quale pubblicano l'album di debutto Urban Being (ristampato poi nel 2009 dalla italiana Coroner Records e distribuito nel resto del mondo). Nel 2010 vede la luce il secondo full-length The King Is Fat 'n' Old che permette alla band di tenere concerti in Italia, in Europa e nel gennaio 2011 un tour in Giappone. Dal disco vengono estratti cinque video musicali: Neverending Mary, Twice the Price, Tip of the Day, Wayout e Jade's Place, quest'ultimo vincitore del Torino Best Soundtrack Awards 2010 nella categoria best video.
Nell'autunno 2013 firmano per la storica etichetta californiana Metal Blade Records che pubblica il terzo disco Are You Kidding Me? No. a marzo 2014; nell'omonimo brano i Destrage collaborano con il chitarrista Bumblefoot. A fine luglio 2014 annunciano la partecipazione come special guest al tour europeo dei Protest the Hero, insieme a The Faceless e The Contortionist.
Ad ottobre 2016 viene pubblicato A Means to No End, quarto album in studio della formazione seguito da un breve tour promozionale di sei date in Italia e due in Giappone.
Il 19 marzo 2019 esce The Chosen One, title track che anticipa l'uscita del nuovo album, avvenuta il 24 maggio seguente. Il 4 agosto dello stesso anno partecipano al MFE di Filago, che ha segnato l'ultima esibizione del bassista Gabriel Pignata, che ha abbandonato la formazione il 9 settembre.
Il 22 giugno 2022 la band annuncia il nuovo disco So Much. Too Much., in uscita il 16 settembre 2022 per 3DOT Recordings, etichetta discografica fondata dai Periphery. Il 29 novembre 2023 annunciano che il 2024 sarà il loro ultimo anno di attività, celebrando il tutto con tre concerti fissati nel mese di ottobre.

## Formazione
Ultima
- Paolo Colavolpe – voce (2005-2024)
- Matteo Di Gioia – chitarra (2005-2024)
- Ralph Salati – chitarra (2006-2024)
- Federico Paulovich – batteria (2006-2024)

Ex componenti
- Marco Tafuri – chitarra (2005)
- Fabio Vignati – batteria (2005)
- Massimo Ranieri – basso (2005)
- Gabriel Pignata – basso (2005-2019)

## Discografia
- 2007 – Urban Being
- 2010 – The King Is Fat 'n' Old
- 2014 – Are You Kidding Me? No.
- 2016 – A Means to No End
- 2019 – The Chosen One
- 2022 – So Much. Too Much.